# Kathrin Martelli

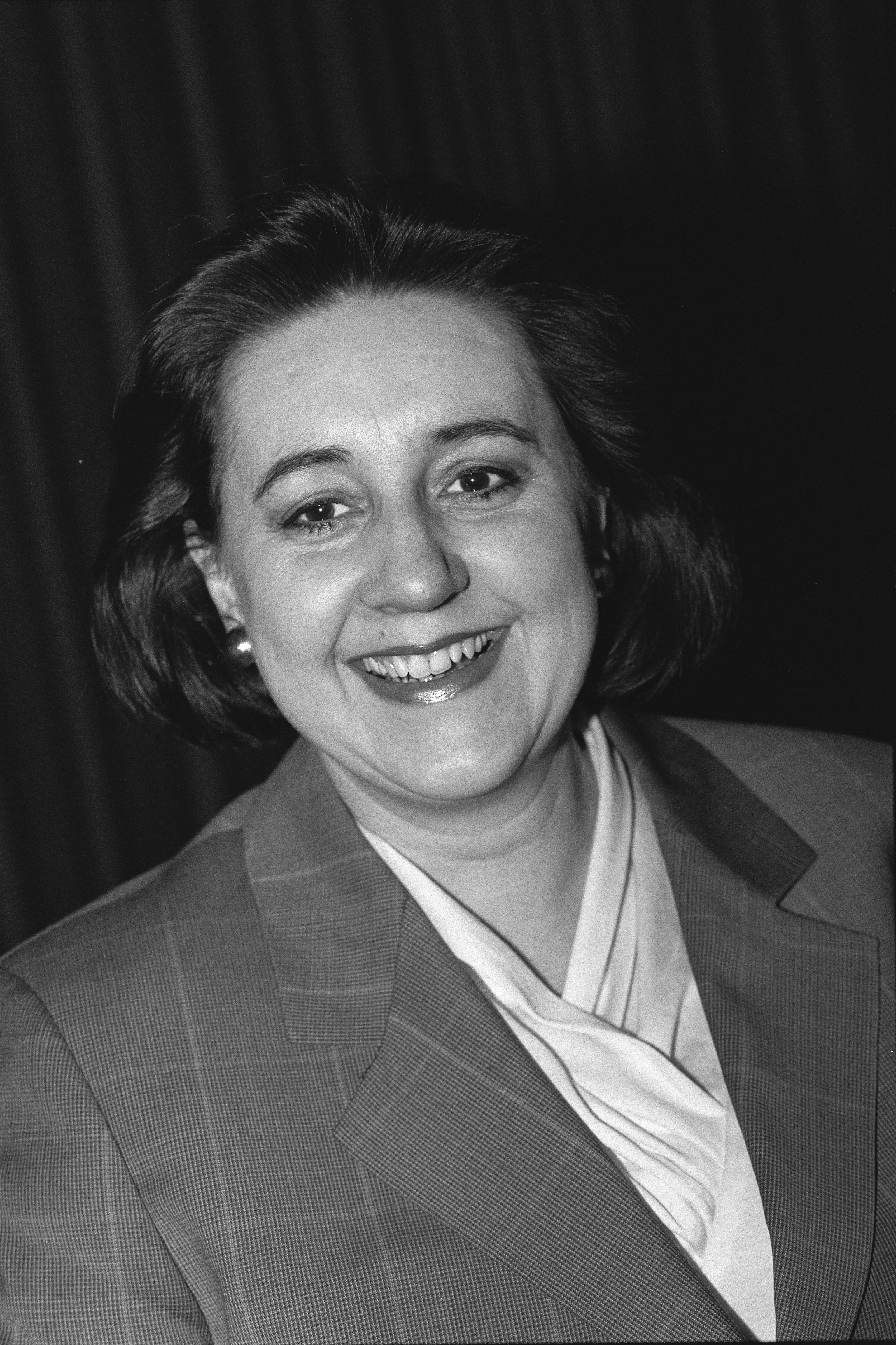
Kathrin Martinelli (1994)

Kathrin Martelli, bürgerlich Katharina Martelli-Kenner (* 21. Oktober 1952 in Zürich; heimatberechtigt in Zürich und Kaltbrunn), ist eine ehemalige Schweizer Politikerin (FDP). Von 1994 bis Ende März 2010 war sie Stadträtin von Zürich; bis 2002 war sie Vorsteherin Tiefbau- und Entsorgungsdepartement, von 2002 bis 2010 war sie Vorsteherin Hochbaudepartement.

## Lebenslauf und Familie
Kathrin Martelli kam 1952 als Tochter eines Privatgärtners und einer Sekretärin im Zürcher Quartier Seefeld zur Welt. Dort besuchte sie zwischen 1959 und 1968 auch die Primar- und Sekundarschule. Von 1968 bis 1971 absolvierte sie eine kaufmännische Ausbildung.
Nach der Ausbildung arbeitete Kathrin Martelli als Sekretärin, erst bei einem Arbeitgeberverband, dann bei einem Patentanwalt; sie heiratete und wurde 1975 als Mutter einer Tochter und eines Sohnes Hausfrau. Auch heute noch lebt sie mit ihrem Mann im Zürcher Seefeld.

## Politische Karriere

### Laufbahn in der FDP
1977 trat Kathrin Martelli in die FDP ein und wurde 1978 in den Vorstand der FDP in Zürich 8 gewählt, von 1982 bis 1988 war sie deren Präsidentin. Seit 1982 ist Kathrin Martelli Mitglied des Vorstands der FDP Stadt Zürich.
Von 1984 bis 1994 gehörte Kathrin Martelli auch dem Vorstand des Vereins Freisinnig-Demokratischer Frauen der Stadt Zürich an, von 1990 bis 1994 als Präsidentin.

### Gemeinderätin der Stadt Zürich
1987 wurde Kathrin Martelli Mitglied des Gemeinderates.
1988/89 war sie Mitglied der Bürgerrechtskommission, von 1989 bis 1992 Mitglied des Büros des Gemeinderates, 1991/92 Präsidentin des Gemeinderates, 1993/94 Mitglied der Geschäftsprüfungskommission, von 1992 bis 1994 Mitglied der Städtischen Kommission für Ausländerfragen und von 1992 bis 1994 Mitglied der beratenden Kommission des Büros für die Gleichstellung von Mann und Frau.

### Stadträtin von Zürich
1994 wurde Kathrin Martelli in den Stadtrat von Zürich gewählt. Am 8. Februar 2009 kandidierte sie für das Amt der Stadtpräsidentin Zürichs. Da keine absolute Mehrheit für einen Kandidaten zustande kam, traten Martelli und Corine Mauch von der SP zur Stichwahl an. Am 29. März 2009 verlor Martelli den zweiten Wahlgang mit gut 11'000 Stimmen Abstand zu Corine Mauch. Im April 2009 kündigte Martelli an, dass sie bei den Wahlen 2010 nicht mehr antreten werde.  

#### Vorsteherin Tiefbau- und Entsorgungsdepartement
Von 1994 bis 2002 war Kathrin Martelli Vorsteherin des Tiefbau- und Entsorgungsdepartements (TED), zu dem damals das Tiefbauamt, Entsorgung + Recycling Zürich, das Vermessungsamt, das Gartenbau- und Landwirtschaftsamt sowie das Waldamt gehörten. 
Unter Kathrin Martelli wurden verschiedene Parks in Zürich Nord gebaut sowie die Finanzen des Abfuhrwesens und des Bereichs Fernwärme saniert. Während ihrer Amtszeit erhöhte sich der Frauenanteil in ihrem Department von 9 auf 13 Prozent, für seine Gleichstellungsarbeit wurde es im Jahr 2000 mit dem Prix Egalité ausgezeichnet.  

#### Vorsteherin Hochbaudepartement
Nach ihrer Wiederwahl 2002 wechselte Kathrin Martelli ins Hochbaudepartement. Ihr unterstanden das Amt für Städtebau mit Stadtplanung, Denkmalpflege & Archäologie, das Amt für Baubewilligungen, das Amt für Hochbauten sowie die Immobilienbewirtschaftung der Stadt Zürich.
Während dieser Zeit entstand der Neubau des Letzigrund-Fussballstadions, das zu einem Austragungsort der EURO 2008 wurde. 

### Weitere politische Tätigkeiten
Von 2000 bis 2003 gehörte Kathrin Martelli dem Vorstand der Konferenz Schweiz. Bau-, Planungs- und Umweltschutzdirektoren an; ab 2001 war sie Mitglied der eidg. Kommission für Frauenfragen, ab Juni 2002 Präsidentin der RZU (Regionalplanung Zürich und Umgebung), ab Juni 2003 Mitglied des Verwaltungsrates der Aktiengesellschaft für Kernenergiebeteiligungen Luzern und von März 2005 bis zur Liquidation 2008 Verwaltungsrat-Präsidentin der ZürichForum AG, die das Projekt für ein neues Kongresshaus entwickeln sollte.